# Windkonzentrator
Ein Windkonzentrator ist als Vorrichtung bekannt, mit der Wind auf die Rotorfläche eines Windgenerators (Kleinwindkraftanlage) gebündelt wird. Dennoch kann damit die vom Betzschen Gesetz vorgegebene Hürde, dass maximal 59 Prozent der im Wind enthaltenen translatorischen Energie in rotatorische Energie umgewandelt werden kann, nicht umgangen werden.

## Deltaflügel-Konzentrator
Der Deltaflügel-Konzentrator basiert auf dem Effekt der Luftverwirbelung und der damit einhergehenden Geschwindigkeitserhöhung. Damit lässt sich die Rotorleistung gegenüber einer vergleichbaren Anlage ohne Konzentrator um den Faktor 1,7 erhöhen.

## Mantelturbine

Strömungsbild in einer Mantelturbine mit Aufweitung nach hinten; je dichter die Linien, desto schneller die Strömung

Es wird ein Diffusor um den Rotor herum gebaut und so die Rotorleistung um den maximalen Faktor 3,5 erhöht. Es sind Kleinwindanlagen nach diesem Prinzip im Handel.

## Berwian (BerlinerWindkraftanlage)
An der TU Berlin wurde im Fachgebiet Bionik und Evolutionstechnik von Ingo Rechenberg eine Windenergieanlage entwickelt, die das Prinzip des gespreizten Vogelflügels aufgreift und im Windkanal die Erzeugung einer 2,7-fachen Windgeschwindigkeit am eigentlichen Rotor ermöglichte. Damit kann die Leistungsausbeute eines in den konzentrierten und verwirbelten Luftstrom hinter einer Vielzahl zentrisch zusammenlaufender, ringförmig gruppierter, feststehender Flügel eingebrachten kleinen Rotors um den Faktor 8 gesteigert werden. Dieses Ergebnis ist relativ zur Leistungsausbeute im normalen Luftstrom zu sehen, wie sie ohne diese strömungsverstärkende Vorrichtung mit dem Rotor erzielbar wäre. Das bedeutet also, dass nicht die gesamte, um ein Vielfaches größer als der Rotor gestaltete Konstruktion als strömungsverstärkende Vorrichtung insgesamt einen achtfach höheren Wirkungsgrad hat, sondern nur der viel kleinere Rotor, und zwar relativ zur normalen Strömung ohne den Konzentrator. Folglich kann hier dennoch von einem Durchbruch in der Grundlagenforschung ausgegangen werden, auch wenn der Aufwand einer solchen Bauweise nicht rentabel erscheint. Eine so hohe Konzentration der Strömungsenergie durch passive Leitflächen war vorher nicht erreicht worden.